# Proshizonotus pallidicoxa
Proshizonotus pallidicoxa är en stekelart som först beskrevs av Girault 1929.  Proshizonotus pallidicoxa ingår i släktet Proshizonotus och familjen puppglanssteklar. Inga underarter finns listade i Catalogue of Life.